# Giorgio Anglesio
Giorgio Anglesio (Torino, 13 aprile 1922 – Rocca Canavese, 24 luglio 2007) è stato uno schermidore italiano, specializzato nella spada. Ha vinto una medaglia d'oro nel 1956 ai Giochi olimpici di Melbourne nella spada a squadre con Franco Bertinetti, Giuseppe Delfino, Edoardo Mangiarotti, Carlo Pavesi e Alberto Pellegrino.
Il Comune di Torino gli ha intitolato un giardino in zona San Salvario, tra via Madama Cristina e Corso Dante, in data 5 novembre 2015.

## Palmarès
In carriera ha ottenuto i seguenti risultati:
Giochi olimpici
Individuale
A squadre
- Oro nella spada a Melbourne 1956

Mondiali
Individuale
- Oro nella spada a Roma 1955

A squadre
- Oro nella spada a Montecarlo 1950
- Oro nella spada a Bruxelles 1953
- Oro nella spada a Lussemburgo 1954
- Oro nella spada a Roma 1955
- Oro nella spada a Parigi 1957

Campionati italiani
Individuale
- Oro nella spada nel 1954

A squadre